# Tion Otang
Tion Otang é um burocrata do Kiribati . Em 28 de março de 2003, Teburoro Tito, presidente de Kiribati, foi destituído do poder por uma moção de censura na Casa da Assembleia de Kiribati . Nessas ocasiões, o Conselho de Estado (composto pelo Presidente da Comissão do Serviço Público, pelo Presidente da Câmara e pelo Chefe de Justiça) assume todas as funções executivas até à próxima eleição presidencial. Como então presidente da Comissão de Serviço Público, Otang foi também presidente ex officio do Conselho de Estado.